# غنيمة فهد المرزوق
غنيمة فهد المرزوق (1937 - 2013)، هي صحفية كويتية وهي مؤسسة مجلة أسرتي وأول رئيسة تحرير مؤهلة للعمل الصحافي علمياً واكاديمياً بالخليج العربي.

## حياتها
ولدت في الكويت تحديداً في منطقة القبلة(الجبلة)  في سنة 1937م وقد كان ترتيبها الثالث مع اخ واخت ، فوالدها هو فهد مرزوق المرزوق عضو مجلس المعارف والمجلس البلدي وهو أحد المشاركين في تأسيس بنك الكويت الوطني ، كما تلقت تعليمها في بداية حياتها في الهند بحكم تجارة والدها الذي كان يتنقل ما بين الكويت والهند في أربعينات القرن العشرين. التحقت بالمدرسة القبلية في المرحلة الثانوية ونشرت أول مقال لها وهي طالبة في الثانوية في مجلة البعثة الصادرة في القاهرة عن بيت الكويت. وفي الستينات درست الصحافة بجامعة القاهرة (كلية الآداب - قسم الصحافة) بدعم من والدها. 
’’كان خلف الاختيار والقرار نوع من التحدي، تحدي الذات وتحدي القيود التي كانت قائمة في ذلك الوقت ’’
تزوجت من فجحان هلال المطيري في مارس 1963 وفي 1964 حصلت على درجة ليسانس الآداب قسم الصحافة ثم عادت إلى الكويت ليهديها زوجها تصريح إصدار مجلتها وهنا قد أسست مجلة أسرتي. عام 1965 تم إصدار أول عدد من مجلة اسرتي كأول مجلة متخصصة في شؤون الأسرة والمرأة بمنطقة الخليج والثانية عربياً، وأصبحت أول رئيس تحرير امرأة مؤهلة للعمل الصحافي علمياَ واكاديمياَ في الخليج. 

## وفاتها
توفيت في 17 مارس 2013م. 

## أهم الأعمال
- كتبت العديد من الأبواب الثابتة والزوايا في مجلة اسرتي للنهوض بالمجتمع الخليجي والكويتي
- أنشأت مطبعة فهد المرزوق
- أسست المشروع الخيري الإنساني ’’طبق الخير’’
- دعت وشقيقتها سارة المرزوق إلى إقامة مشروع ’’ ابن الشهيد’’ الذي تبنته وقوفا إلى جانب مصر خلال حرب أكتوبر 1973
- شاركت في تأسيس تجربة ’’العمل التطوعي للمرأة الكويتية’’
- أسست مركز فهد المرزوق لثقافة الطفل

## الانجازات
- اختيرت شخصية العام الثقافية من قسم الاعلام بجامعة الكويت 2001/2002
- اختيرت عضواَ في مجلس إدارة كلية الاداب في جامعة الكويت 2003/2005
- 2006 منحت من قبل اتحاد الصحفيين الدولي واتحاد الناشرين الدولي ومركز دبي للاستشارات والابحاث والاعلام جائزة ’’انجاز العمر’’ - مؤتمر الشرق الأوسط للنشر وذلك عن تاسيسها لافضل مجلة اسرية في المنطقة
- 2008 اختيرت لنيل جائزة المراة العربية المتميزة من ’’مركز دراسات مشاركة المراة العربية’’ برعاية جامعة الدول العربية
- 2011 حصلت على جائزة الدولة التقديرية من دولة الكويت
- 2011 كررمتها الامانة العامة للعمل الخيري بجمعية الإصلاح الاجتماعي عن اعمالها في الخير ضمن مجموعة من اصحاب الايادي البيضاء تحت رعاية سمو رئيس مجلسالوزراء السابق الشيخ ناصر المحمد الصباح
- 2012 كرمت في مهرجان ’’الابداع الاعلامي’’ الأول، جامعة الكويت- كلية الاداب
- 2014 حصلت على درع تكريمية لاسمها من ’’مسابقة الشيخ مبارك الحمد للتميز الصحافي’’ السادسة، لاسهاماتها الكبيرة في عالم الصحافة الكويتية